# オールスター春の東西対抗歌合戦!!

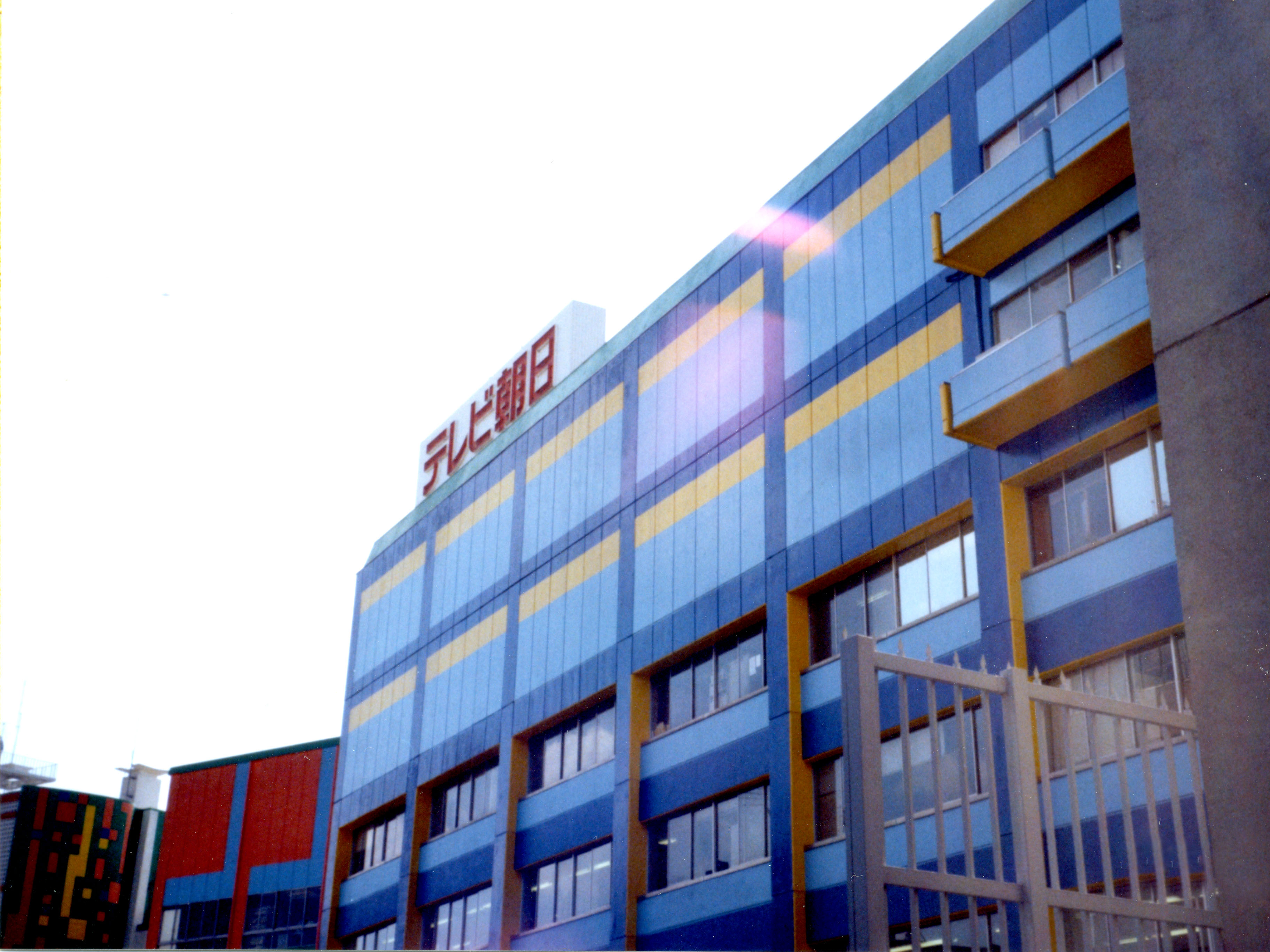
「渋谷公会堂」と共に番組の生放送が行われたテレビ朝日旧社

『オールスター春の東西対抗歌合戦!!』（オールスターはるのとうざいたいこううたがっせん）は、1977年4月1日にテレビ朝日系列局で特別番組として放送された生放送の歌謡番組である。

## 概要
ベテラン歌手から新人歌手まで総勢40人の歌手たちが、出身地別に東西に分かれて歌と応援合戦を繰り広げた特別番組で、東京・渋谷公会堂とスタジオを結んでの二元生中継を実施していた。同日に『わが家の友だち10チャンネル』→『全国ちびっこ特ダネ合戦』と続けて放送された「テレビ朝日誕生記念番組」の最後を飾る番組で、かつてフジテレビ系列局で放送された『花形歌手東西歌合戦』と同様に、出場歌手を東西に分けて歌を披露させていた。

## 放送時間
- 金曜 21:00 - 23:44 (JST)
  - 21:00のドラマ『愛と死の夜間飛行』は既に終了、21:54のミニ番組[2]と22:00の『新・必殺仕置人』（朝日放送製作）は休止、22:54の『ANNスポーツニュース』と23:00の『ANNニュースファイナル』はそれぞれ50分ずつ繰り下げられた。

## 出演者

### 総合司会
- 田宮二郎

### アシスタント
- 竹下景子

### 東軍司会
- 井上順

### 西軍司会
- 桂三枝（現・6代目桂文枝）

### 東軍歌手
- 岩崎宏美
- 布施明
- 太田裕美
- 桜田淳子
- 森昌子
- 春日八郎
- 山口百恵
- 北島三郎
- ほか

### 西軍歌手
- 郷ひろみ
- 沢田研二
- 八代亜紀
- 西城秀樹
- 五木ひろし
- 森進一
- 野口五郎
- 都はるみ
- ほか[3]